# Kim Henkel
Kim Henkel (Virgínia, 19 de janeiro de 1946) é um roteirista, produtor e diretor estadunidense.

## Carreira
Kim Henkel e Tobe Hooper coescreveram o roteiro original do clássico filme de terror “O Massacre da Serra Elétrica” (1974). Tempos depois Kim Henkel  escreveu e fez sua estreia como diretor, dirigindo uma sequência, “O Massacre da Serra Elétrica - O Retorno” (1994).
Atualmente trabalha como professor de roteiro na Universidade Rice nos Estados Unidos.

## Filmografia parcial

### Diretor
- 1994 - “Massacre da Serra Elétrica - O Retorno” (The Return of the Texas Chainsaw Massacre)

### Roteirista
- 2003 - “O Massacre da Serra Elétrica” (The Texas Chainsaw Massacre), Roteiro de 1974
- 1994 - “Massacre da Serra Elétrica - O Retorno” (The Return of the Texas Chainsaw Massacre), Roteiro e Personagens
- 1990 - “Leatherface - O Massacre da Serra Elétrica 3” (Leatherface: Texas Chainsaw Massacre III), Personagens
- 1986 - “O Massacre da Serra Elétrica 2” (The Texas Chainsaw Massacre 2), Personagens
- 1977 - “Devorado Vivo” (Eaten Alive), Adaptação para o cinema
- 1974 - “O Massacre da Serra Elétrica” (The Texas Chain Saw Massacre), produtor associado, História e roteiro

### Produtor
- 2006 - “O Massacre da Serra Elétrica: O Início” (The Texas Chainsaw Massacre: The Beginning), produtor
- 2003 - “O Massacre da Serra Elétrica” (The Texas Chainsaw Massacre), co-produtor
- 1994 - “Massacre da Serra Elétrica - O Retorno” (The Return of the Texas Chainsaw Massacre), produtor
- 1974 - “O Massacre da Serra Elétrica” (The Texas Chain Saw Massacre), produtor associado

## Outros trabalhos
- 1990 - “Leatherface - O Massacre da Serra Elétrica 3” (Leatherface: Texas Chainsaw Massacre III), Consultor de criação